# Ana Maria Giulietti
Ana Maria Giulietti Harley (nascida em 3 de novembro de 1945, Pesqueira) é uma  botânica e educadora brasileira conhecida por pesquisar Eriocaulaceae, bem como por seu trabalho na Universidade de São Paulo, Universidade Estadual de Feira de Santana e Instituto de Tecnologia Vale. Ela descreveu mais de 70 espécies e coletou mais de 300 espécimes. Recebeu em 2013 a Medalha José Cuatrecasas de Excelência em Botânica Tropical.

## Infância e educação
Nascida em Pesqueira, Brasil, Giulietti recebeu seu bacharelado na Universidade Federal Rural de Pernambuco, Recife em 1967. Ela então fez um mestrado na Universidade de São Paulo, completado em 1970.  Permaneceu na universidade para fazer doutorado, onde investigou os gêneros Eriocaulon e Leiothrix . Ela recebeu seu PhD em 1978.

## Prêmios
Em 2013 recebeu a Medalha Jose Cuatrecasas de Excelência em Botânica Tropical .